# Madieyna Diouf
Madieyna Diouf mort le 1er juillet 2022 est l'ancien ministre de l'équipement et du transport du Sénégal et ancien maire de Kaolack. 

## Biographie
Professeur de mathématiques à l’école normale supérieure et à la faculté des sciences économiques de l’Université Cheikh Anta-Diop de Dakar, il est membre-fondateur de l'Alliance des Forces de progrès.
En juin 2009, il quitte le Parti Socialiste (PS) au même moment que Moustapha Niasse où ils créent ensemble l'Alliance des forces de progrès, . 
Lors des élections locales de 2009, il est élu maire de Kaolack avec un total de vote de 66 voix contre 2 et est le 12e maire de ladite ville succédant ainsi à Khalifa Mohamed Ibrahim Niasse.
Madieyna occupe plusieurs fonctions à savoir, directeur général de la Sonacos sous le régime socialiste, ministre de l’équipement et des transports du premier gouvernement de Me Abdoulaye Wade en 2000 puis député à l’Assemblée nationale,. 